# 대충자금
대충자금(Counterpart Fund)은 제2차 세계대전 이후 미국에 의해 제공된 대외원조 도입액을 운용할 때 수원국 정부가 원조의 증여분에 상당하는 달러액을 같은 액수의 자국통화로 특별계정에 적립한 자금이다. 미국의 대유럽부흥계획인 마샬플랜(Marshall Plan)에서부터 주목받기 시작했다. 대체로 적립금 중 5%는 전략물자구입 또는 미국이 파견한 기관의 운영비용을 위해 사용되었으며, 나머지 95%는 미국의 동의 하에 수원국의 통화안정과 경제안정을 위해 사용되었다.

## 대한민국의 대충자금
한국의 경우 대충자금은 1950년대 경제를 지탱한 원동력이었다. 1965년까지 미국이 한국에 제공한 경제원조는 약 39억 달러였는데, 원조액 중 상당부분은 물자의 공매 후 대충자금으로 적립되었다. 1951년 4월 정부는 이 자금의 관리와 운용을 위해 "대충자금운용특별회계법"을 제정했다. 대개 경제개발비, 전후복구비, 군사비 등으로 지출되었으며, 그 규모는 정부와 재정투자 융자액의 재원 중 43.5～93%였다. 1957년을 기점으로 미국의 한국에 대한 경제원조가 감소되면서 대충자금의 규모도 현저히 줄어들었다.